# Boergeit

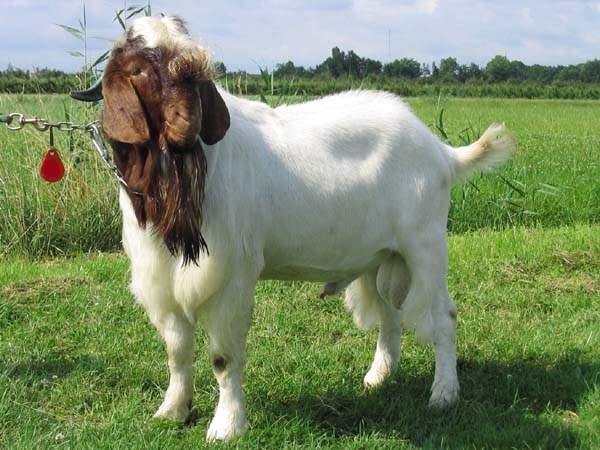
Boerbok

De Boergeit (of Boerbok in het Afrikaans) is een geitenras dat begin 1900 ontstaan is in Zuid-Afrika door Nubische geiten te kruisen met Europese en Indische geiten. De naam van dit vleesras verwijst naar de Afrikaners die, vanwege hun agrarische achtergrond bij de kolonisering van Zuidelijk Afrika, ook wel Boeren worden genoemd.
Door natuurlijke selectie ontstond een geitenras dat onder de moeilijke omstandigheden in Zuid-Afrika kon overleven. De witte vacht reflecteert het zonlicht, terwijl de roodbruine aftekening de kwetsbare plekken rond de ogen, neus, oren en onder de staart tegen het zonlicht beschermt. Door de bespiering en de sterke benen kunnen boergeiten op heuvelige en dichtbegroeide plaatsen grazen.
Het Zuid-Afrikaanse stamboek werd in 1959 opgericht. Boergeiten werden naar andere landen geëxporteerd, zoals Australië en de Verenigde Staten, om door kruising de kwaliteit van de daar aanwezige geiten te verbeteren. In 1977 werden de eerste boergeiten naar Duitsland gehaald en van daaruit verspreid over andere Europese landen.

## Nederlandse rasstandaard
In 2003 werd de rasstandaard voor de boergeit in Nederland opgesteld. Hierbij lag de nadruk op de voor de Zuid-Afrikanen belangrijke kenmerken.
De boergeit is een snelgroeiende, goed geproportioneerde geit van gemiddelde afmeting, met een goede productie-eigenschap van eersteklas vlees. Er moet op alle leeftijden een goede verhouding zijn tussen de lengte van de benen en de diepte van de romp, waarbij lammeren en jonge geiten in verhouding iets hoogbeniger zullen zijn.
Ze zijn overwegend wit met een roodbruine kop en een witte bles. De kop is krachtig, het neusprofiel is gebogen, de hangoren zijn breed en middenlang. De hoorns zijn donkergekleurd en hebben een gemiddelde lengte.
Een volwassen boerbok weegt tussen 110 en 140 kilo. Een volwassen boergeit weegt tussen 90 en 100 kg.
De organisatie die in Nederland het stamboek van het ras beheert is de Nederlandse Organisatie voor de Geitenfokkerij.

## Eigenschappen
De boergeit heeft een grote vruchtbaarheid en een hoge groeisnelheid. De lammeren komen tijdens de eerste drie maanden 200 tot 250 gram per dag aan. Als ze 3 maanden oud zijn, wegen ze ongeveer 24 kg.
De boerbokken verspreiden de penetrante bokkengeur minder dan andere rassen.
Door de geringe melkproductie worden boergeiten niet gemolken, maar worden gehouden voor landschapsbeheer en vleesproductie. De boergeit kan zich goed aanpassen aan verschillende klimaten en terreinen. Ze worden, naast schapen, ingezet bij de begrazing van natuurgebieden.